# Liste der denkmalgeschützten Objekte in Trumau
Die Liste der denkmalgeschützten Objekte in Trumau enthält die 9 denkmalgeschützten, unbeweglichen Objekte der Gemeinde Trumau im niederösterreichischen Bezirk Baden.

## Denkmäler
| Foto |                 | Denkmal                                                                                           | Standort                              | Beschreibung | Metadaten |
| ---- | --------------- | ------------------------------------------------------------------------------------------------- | ------------------------------------- | --- | --- |
| ja   | Datei hochladen | Bildstock HERIS-ID: 65585 Objekt-ID: 78436                                                        | bei Bahnstraße 3 Standort KG: Trumau  | Der Bildstock trägt die Inschrift: „Erecta anno domini 1653 Sub D Michaele Abbate“. | BDA-Hist.: Q38110942 Status: § 2a Stand der BDA-Liste: 2025-06-30 Name: Bildstock GstNr.: 424/7 Wayside cross Bahnstraße 3, Trumau                                                                |
| ja   | Datei hochladen | Pest-/Dreifaltigkeitssäule HERIS-ID: 65583 Objekt-ID: 78434                                       | Kirchengasse Standort KG: Trumau      | Der dreiseitige Obelisk, von kräftigem Gesims und einer Dreifaltigkeitsgruppe bekrönt, wurde 1755 errichtet. | BDA-Hist.: Q38110920 Status: § 2a Stand der BDA-Liste: 2025-06-30 Name: Pest-/Dreifaltigkeitssäule GstNr.: 239/2 Pestsäule Trumau                                                                 |
| ja   | Datei hochladen | Bildstock HERIS-ID: 65584 Objekt-ID: 78435                                                        | Kirchengasse 1 Standort KG: Trumau    | Der Bildstock mit Rundbogennischen, gemauertem Aufsatz und Kreuz wird auf das 17. Jahrhundert datiert. | BDA-Hist.: Q38110931 Status: § 2a Stand der BDA-Liste: 2025-06-30 Name: Bildstock GstNr.: 1122/6                                                                                                  |
| ja   | Datei hochladen | Wohnhaus, ehem. Pfarrhof, Straßenfassade und vier Straßenpfeiler HERIS-ID: 65577 Objekt-ID: 78428 | Kirchengasse 2 Standort KG: Trumau    | Der ehemalige Pfarrhof aus den 17. Jahrhundert wurde 2012 unter Missachtung des bestehenden Denkmalschutzes bis auf geringe Reste abgerissen, um Platz für einen Wohnbau zu schaffen. Die verbleibende Straßenfassade und vier Pfeiler der ehemaligen Einfahrt wurden daraufhin neu unter Schutz gestellt. | BDA-Hist.: Q38110840 Status: Bescheid Stand der BDA-Liste: 2025-06-30 Name: Wohnhaus, ehem. Pfarrhof, Straßenfassade und vier Straßenpfeiler GstNr.: 240/1 Former Pfarrhof, Kirchengasse 2 Trumau |
| ja   | Datei hochladen | Kath. Pfarrkirche hl. Johannes der Täufer und Friedhof HERIS-ID: 63396 Objekt-ID: 76038           | Kirchengasse 12 Standort KG: Trumau   | Die Pfarrkirche, im Nordwesten des Ortes in einiger Entfernung vom Zentrum gelegen, ist von einem ummauerten Friedhof umgeben. Es handelt sich um eine nachgotische Saalkirche mit Fassadenturm und frühhistoristischem Querhaus.                                                                          | BDA-Hist.: Q38103102 Status: § 2a Stand der BDA-Liste: 2025-06-30 Name: Kath. Pfarrkirche hl. Johannes der Täufer und Friedhof GstNr.: 498, 499 Pfarrkirche Trumau                                |
| ja   | Datei hochladen | Mausoleum HERIS-ID: 65558 Objekt-ID: 78409                                                        | Kirchengasse 12 Standort KG: Trumau   | In dem monumentalen Mausoleum östlich der Pfarrkirche sind einige Mitglieder der weit verzweigten Familie Pfannl bestattet. Die Erstbelegung erfolgte 1869. | BDA-Hist.: Q38110758 Status: § 2a Stand der BDA-Liste: 2025-06-30 Name: Mausoleum GstNr.: 498 |
| ja   | Datei hochladen | Wohnhaus Hofrichterhaus HERIS-ID: 50736 Objekt-ID: 55996                                          | Schloßgasse 18-20 Standort KG: Trumau | Das zweigeschoßige und zwölfachsige Wohngebäude stammt aus der ersten Hälfte des 19. Jahrhunderts. | BDA-Hist.: Q38041909 Status: § 2a Stand der BDA-Liste: 2025-06-30 Name: Wohnhaus Hofrichterhaus GstNr.: 182                                                                                       |
| ja   | Datei hochladen | Schloss, Pfarrhof HERIS-ID: 65573 Objekt-ID: 78424                                                | Schloßgasse 21 Standort KG: Trumau    | Das zweigeschoßige Schloss mit annähernd quadratischem Grundriss und rechteckigem Hof geht auf eine Schenkung des Babenberger Markgrafen Leopold IV. an das Stift Heiligenkreuz im 12. Jahrhundert zurück. Ab 1650 wurde das Gut zu einem Schloss ausgebaut.                                               | BDA-Hist.: Q2243766 Status: § 2a Stand der BDA-Liste: 2025-06-30 Name: Schloss, Pfarrhof GstNr.: 165 Schloss Trumau                                                                               |
| ja   | Datei hochladen | Zwei Pavillons/Gartenhäuser HERIS-ID: 65578 Objekt-ID: 78429                                      | Standort KG: Trumau                   | Die beiden Pavillons aus der Mitte des 18. Jahrhunderts flankieren die Einfahrt in das Gartengeviert vor dem Schloss. | BDA-Hist.: Q38110891 Status: § 2a Stand der BDA-Liste: 2025-06-30 Name: Zwei Pavillons/Gartenhäuser GstNr.: 182                                                                                   |